# 米飯山
米飯山（ぺいぱんやま）は、北海道の旭川市と上川郡上川町の2市町にまたがる標高919.9mの山である。山頂には三等三角点「米飯山」が設置されている。

## 概要
石狩山地を構成する表大雪の山で、安足間岳から西に伸びる支稜線上のピウケナイ山からさらに北に連なる尾根上に位置する。
山名はペーパン川の源頭であることに由来し、アイヌ語で「pe-pan（飲み水）」と「pe-pan-pet （水・あまい・川）」の2つの説がある。また「米飯」という地名は北海道の難読地名として知られる。

## 登山
登山道はないため主に残雪期に登られる。ペーパンダムのある湖を越えた先の21世紀の森の湯からペーパン川沿いの道を進み橋を渡ったところで尾根に取り付いて主稜線へ登り、少し北上すると山頂へ至るのがメインルートである。手書きの山頂標識が設置されており、ご飯のイラストが特徴的。